# Гудимов, Иван Васильевич
Иван Васильевич Гудимов (1908—1973) — Гвардии полковник Советской Армии, участник Великой Отечественной войны, Герой Советского Союза (1945).

## Биография
Иван Гудимов родился 3 января 1908 года в селе Старые Боровичи (ныне — Сновский район Черниговской области Украины) в крестьянской семье. Окончил среднюю школу и техникум, работал агрономом в родном селе. В 1927 году Гудимов был призван на службу в Рабоче-крестьянскую Красную Армию. В 1930 году он окончил Киевскую артиллерийскую школу. С июня 1941 года — на фронтах Великой Отечественной войны. Принимал участие в боях на Западном и 1-м Украинском фронтах. Участвовал в боях под Ельней осенью 1941 года, освобождении Украинской и Белорусской ССР, Польши. C 1943 до июля 1944 года командовал 1м гвардейским самоходным полком. Был тяжело ранен, лишился глаза. К апрелю 1945 года гвардии полковник Иван Гудимов командовал артиллерией 6-го гвардейского механизированного корпуса 4-й танковой армии 1-го Украинского фронта. Отличился во время боёв в Германии.
В апреле-мае 1945 года во время Берлинской операции корпусная артиллерия под командованием Гудимова успешно прорвала глубоко эшелонированную немецкую оборону на реках Одер, Бобер, Нейсе и Шпрее, а также во время непосредственного окружения и разгрома берлинского гарнизона. 30 апреля 1945 года при ликвидации вражеской группировки, прорвавшейся в тыл корпуса на автостраду в районе населённого пункта Фихтенвальде к юго-западу от города Потсдам, Гудимов организовал бой, ликвидировав угрозу. Также артиллерия Гудимова приняла активное участие в боях за освобождение Праги.
Указом Президиума Верховного Совета СССР от 27 июня 1945 года за «мужество и отвагу, проявленные при форсировании Одера, Нейсе и Шпрее, уничтожении берлинской группировки и освобождении города Праги» гвардии полковник Иван Гудимов был удостоен высокого звания Героя Советского Союза с вручением ордена Ленина и медали «Золотая Звезда» за номером 6700.
В 1946 году Гудимов окончил Высшие академические артиллерийские курсы при Военной академии имени Ф. Э. Дзержинского. В 1947 году в звании полковника он был уволен в запас. Проживал в Чернигове. Умер 3 апреля 1973 года, похоронен в Чернигове на кладбище в Яловщине.
Был также награждён тремя орденами Красного Знамени, орденами Суворова 3-й степени, Кутузова 3-й степени, Отечественной войны 1-й степени, Красной Звезды, а также рядом медалей.